# Willy De Clercq
Willy Clarisse Elvire Hector De Clercq (Gante, 8 de julio de 1927 - ibíd. 28 de octubre de 2011) fue un abogado y político belga que formó parte de la Comisión Europea, poder ejecutivo de la Unión Europea, entre 1985 y 1989.
En 2006 recibió el título de vizconde del rey Alberto II de Bélgica.

## Biografía
Nació en la provincia de Flandes Oriental. Estudió derecho en la Universidad de Gante, y, posteriormente, amplía sus estudios en la Universidad de Syracuse en los Estados Unidos de América. Al finalizar sus estudios se convierte en abogado en la Corte de Apelación de Gante así como en profesor de la Universidad de Gante y la de Bruselas. En 2006 fue nombrado vizconde por el rey Alberto II de Bélgica.
Falleció el 28 de octubre de 2011, justo el mismo día que el eurodiputado español, Juan María Bandrés.

## Actividad política
Afiliado al Partido Liberal y Demócrata de Flandes (VLD) a finales de la década de 1950 fue elegido diputado en el Parlamento de Bélgica. Posteriormente formaría parte de varios gobiernos, siendo nombrado Secretario de Estado de Presupuestos (1960-1961), Ministro de Presupuestos (1966-1968) y Ministro de Finanzas (1973-1977). En las elecciones europeas de 1979 fue elegido eurodiputado al Parlamento Europeo, cargo que va a mantener hasta finales de diciembre de 1981.
En enero de 1985 fue nombrado miembro de la primera Comisión Delors, convirtiéndose en Comisario Europeo de Relaciones Exteriores y Comisario Europeo de Comercio, cargo que compartirá con Claude Cheysson. Ocupa estos cargos hasta finales de 1989 cuando es sustituido por Karel Van Miert como comisario belga tras crearse una nueva coalición de gobierno en Bélgica. En su gestión en la Comisión destacó la presión a Japón para que abriera su mercado a algunos productos y un acuerdo comercial y de cooperación con Hungría.
En las elecciones europeas de 1989 fue nuevamente elegido eurodiputado, formando parte del grupo de la Alianza de los Liberales y Demócratas de Europa, siendo reelegido en las elecciones de 1994 y 1999.